# Menrva

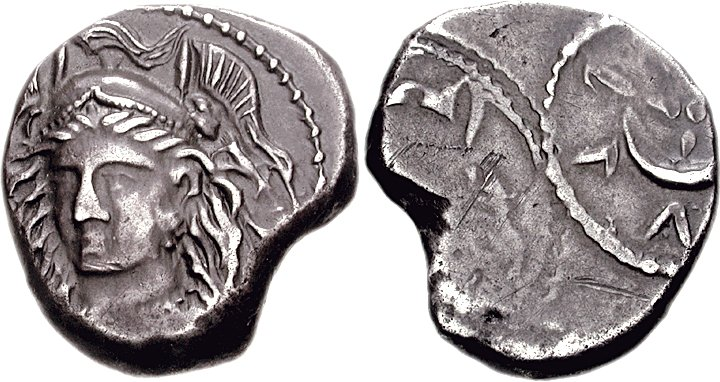
Menrva

Menrva, zeiță sapiențială din triada etruscă supremă (împreună cu zeul Tinia / Tin și zeița Uni). 
Preluată de romani, din mitologia etruscă, devine Minerva. Este totodată versiunea etruscă a zeiței grecești Atena, apărând portretizată la fel (cu coif, suliță și scut). 
Ca și Atena, Menrva s-a născut din capul unui zeu, dar în cazul său era vorba de zeul Tinia. O altă deosebire față de Atena constă în faptul că aceasta era virgină, în timp ce Menrva promova căsătoria și nașterea de copii.